# Can Riera (Arbúcies)
Can Riera és una casa d'Arbúcies (Selva) inclosa a l'Inventari del Patrimoni Arquitectònic de Catalunya.

## Descripció
Es tracta d'un edifici de grans dimensions, situat a la plaça de la Vila, amb diversos accessos i diverses dependències destinades a diferents usos, cosa que fa complicada la seva descripció. Degut al desnivell del terreny, hi ha algunes parts de l'edifici que són de dues plantes, i altres de tres plantes.
La façana principal, es troba a la Plaça de la Vila, la coberta és amb vessant a la façana i les obertures són rectangulars algunes emmarcades amb pedra. Podem distingir tres trams de façana, a la planta baixa hi ha els accessos, que són un total de quatre portes des de les quals pots entrar a l'edifici. Algunes són de construcció moderna, el que destaca és un portal des d'on s'accedeix en una perruqueria, amb una porta de fusta i unes escaletes de pedra al davant, ja que a partir d'aquest punt comença el desnivell.
Al primer pis hi ha alguns balcons, senzills de ferro, i al segon, les obertures són senzilles quadrangulars, menys dues que destaquen al cos central per l'arc de mig punt rebaixat, es troben tapiades amb rajols. De la façana cal destacar, malgrat el seu mal estat, l'esgrafiat de formes geomètriques en algunes parts, així com un petit relleu amb la imatge del sagrat cor situat a la llinda de pedra del finestral amb balcó del cos central, al segon pis.
Des del carrer Camprodon, a la part de sota posterior, un mur delimita el jardí que es troba darrere la casa. De la façana posterior destaca la galeria de dos pisos amb arcades d'arc de mig punt.
A l'interior trobem la inscripció de 1655.
Fornícula a la tanca del jardí de can Riera
Es tracta d'una fornícula situada sobre la cantonada d'un mur baix que delimita un jardí particular i el separa del carrer.
En aquest cas, el buit no està incrustat dins la paret, sinó que sobresurt per damunt. Ara bé, la fornícula està protegida per una porteta amb marc metàl·lic i vidre, acabada amb arc apuntat.
A l'interior s'aprecia el mur en forma semicircular i volta, pintat de blanc. Al centre hi ha l'escultura d'una verge, amb les mans unides, mantell blau i túnica blanca, porta també un nimbe daurat i als seus peus hi ha diversos angelets. Es tracta de la Immaculada Concepció. Aquesta figura està flanquejada per dos canalobres daurats que enlloc de portar una espelma, porten una bombeta allargada.
Degut a la vegetació del jardí que hi ha al darrere, la fornícula queda coronada per un arbre, la qual cosa dificulta veure-la en la seva totalitat.

## Història
La casa, originàriament pertanyia a la família Milans que estava emparentada amb Sant Josep Oriol el qual s'havia hostatjat diverses vegades a l'edifici (es conserva un brevari del Sant).